# Bigod 20
Bigod 20 – niemiecki projekt muzyczny z obszaru EBM industrial utworzony w 1988 r. przez Andreasa Tomallę znanego jako Talla 2XLC oraz Markusa Nikolai znanego jako Jallokin.
Najbardziej znaną kompozycją Bigod 20 jest utwór  'swallow me'  pochodzący z albumu  'Supercute' .

## Dyskografia

### Albumy
- Steel Works! - Zoth Ommog Records / Sire Records (1992)
- Supercute - Zoth Ommog Records / Sire Records (1994)

### Single
- Body & Energize 12"/MCD TDI/ZYX Records 1988
- America 12"/MCD TDI/ZYX Records 1988
- Acid to Body 12"/CDS TDI/ZYX Records 1988
- The Bog 12"/CDS Zoth Ommog - Sire/Reprise 1990
- Carpe Diem 12"/MCD Sire/Reprise Records 1991
- On the Run 12"/CDS Zoth Ommog Records - Sire/Warner Bros. 1992
- It's Up To You CDS Zoth Ommog/Semaphore 1993
- Like a Prayer CDS Zoth Ommog/Semaphore 1993
- One MCD Zoth Ommog - Sire Records 1994